# Ibex Valley
Ibex Valley è una località del Canada, situata nello Yukon.